# Baronía de Biancavilla

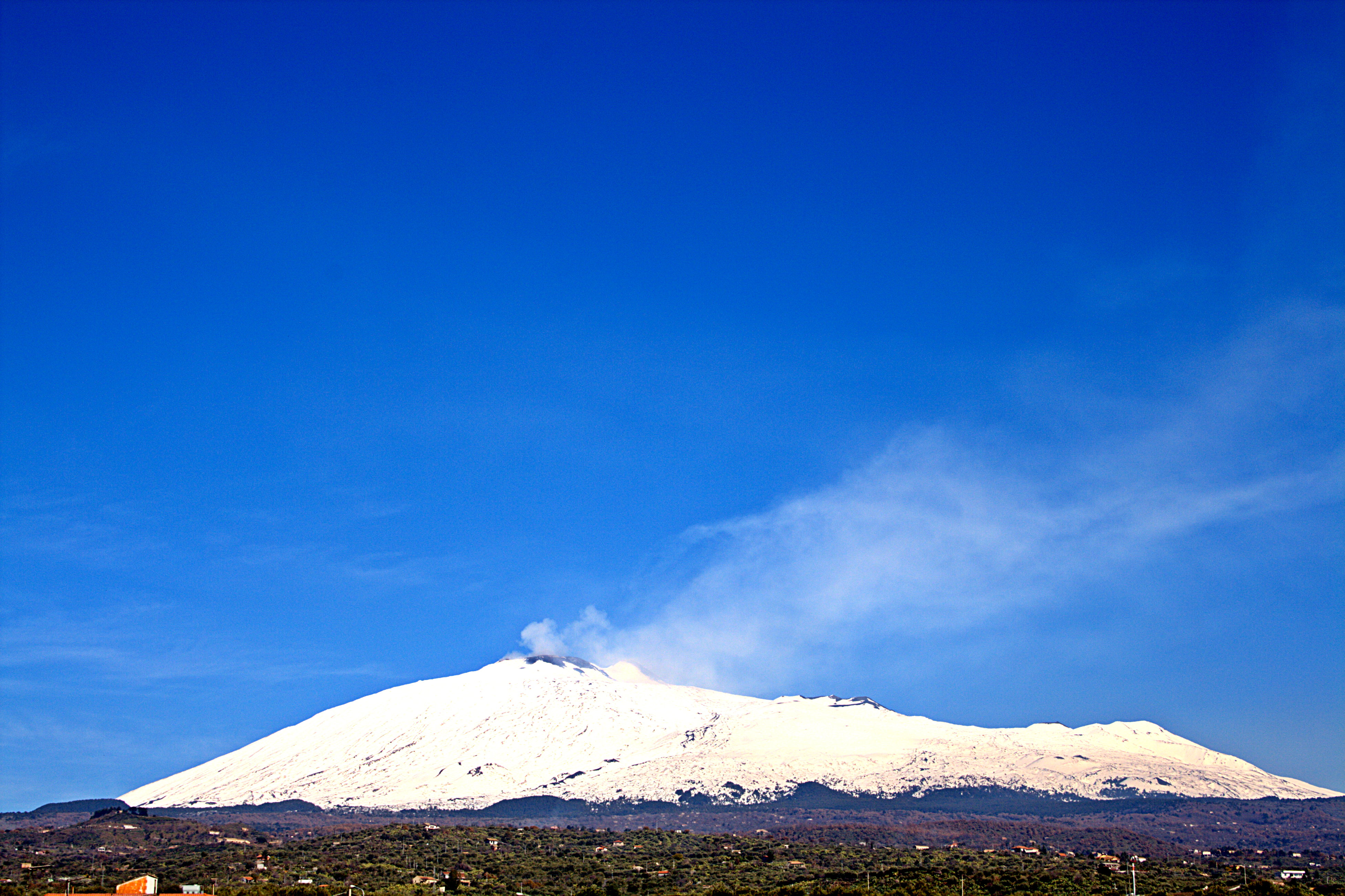
Vista del Etna desde Biancavilla.

La Baronía de Biancavilla es un título nobiliario italiano cuyo nombre se refiere al municipio siciliano de Biancavilla, en la provincia de Catania. 
En Italia el título pasó a manos de la casa de Paternò, emparentada en España con la casa de los Vélez, que se unió a la casa de Villafranca del Bierzo, en la que finalmente revirtió la casa de Medina Sidonia, algunos de cuyos miembros usaron en España el título de barón de Biancavilla, aunque sin reconocimiento legal.
- Datos: Q5719737